# ヤールングレイプル

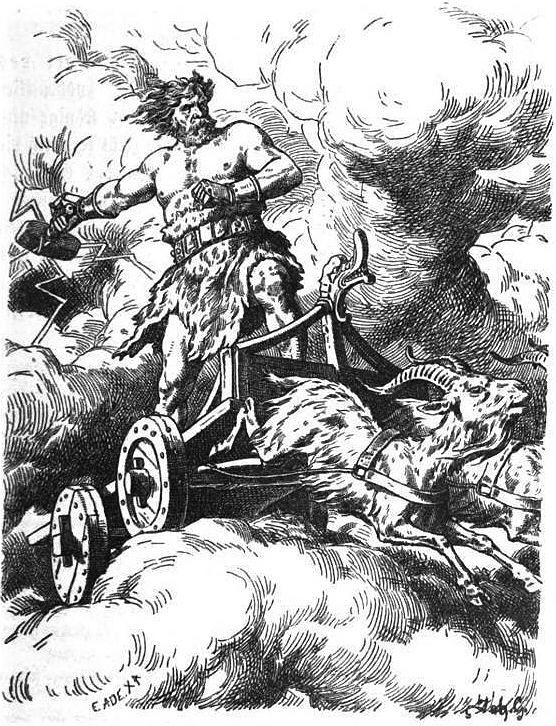
ヨハネス・ゲールツ画『Thor（卜ール）』（1901年）

ヤールングレイプル（古ノルド語: Járngreipr, 再建音: /jɑːrn.greɪpr/, 「鉄でできた掴むためのもの。鉄の手袋」の意）は、北欧神話の神ソール（トール）が保有する鉄製の手袋のこと。主格語尾を落としてヤールングレイプ、ヤルングレイプなどとカナ転写されることも。ヤールングローヴィ（古ノルド語: Járnglófi, 再建音: /jɑːrn.gloːvi/, 「鉄の籠手」の意）という表記もある。谷口訳『エッダ』では鉄の手套と訳出されている。
『スノッリのエッダ』第1部『ギュルヴィたぶらかし』第21章で、鎚のミョルニル、力帯のメギンギョルズと共に、ヤールングレイプルがソールの3つの重要な持物の一つであると語られている。ソールはこの強大な力を秘めた鎚であるミョルニルを握り損じないためにこの手套をはめるのである。これはおそらく、この鎚が鍛造されたときに、ふいごを動かしていたドヴェルグルが虻（一般にロキが変身したものとされている）に目を刺され作業を中断させられてしまったために、鎚の柄が少々短いものとなっているからであろうと考えられている。
『スノッリのエッダ』第2部『詩語法』第26章でもヤールングレイプルの存在について言及されている。あるときロキが巨人ゲイルロズルに捕まり、ソールをミョルニル・メギンギョルズ・ヤールングレイプルを持たせずにゲイルロズルの元へ連れて来るという条件で解放される。ソールはゲイルロズルの屋敷へ向かう途中、ゲイルロズルを快く思っていない女巨人グリーズルから、彼女が所有していた杖（グリーザルヴォルル）・力帯（メギンギョルズ）・鉄の手袋（ヤールングレイプル）を貸してもらうことで、ゲイルロズルを倒すことができたという。